# Piletocera rechingeri
Piletocera rechingeri là một loài bướm đêm trong họ Crambidae.